# Zénon Ndabaneze
Zénon Ndabaneze était le commissaire de police de Bujumbura et le porte-parole des putschistes lors de la tentative de coup d'état de 2015 au Burundi. Il est aussi connu pour avoir été mis en cause dans l'assassinat de l’ancien archevêque de Gitega, Monseigneur Joachim Ruhuna.